# كين موريس
كين موريس (بالإنجليزية: Ken Morris)‏ هو متزلج جماعي أمريكي، ولد في 19 أغسطس 1942 في نيويورك في الولايات المتحدة.

## وصلات خارجية
- كين موريس على موقع اللجنة الأولمبية الدولية (الإنجليزية)
- كين موريس على موقع أوليمبيديا (الإنجليزية)